# Valanga
Valanga är ett släkte av insekter. Valanga ingår i familjen gräshoppor.

## Bildgalleri

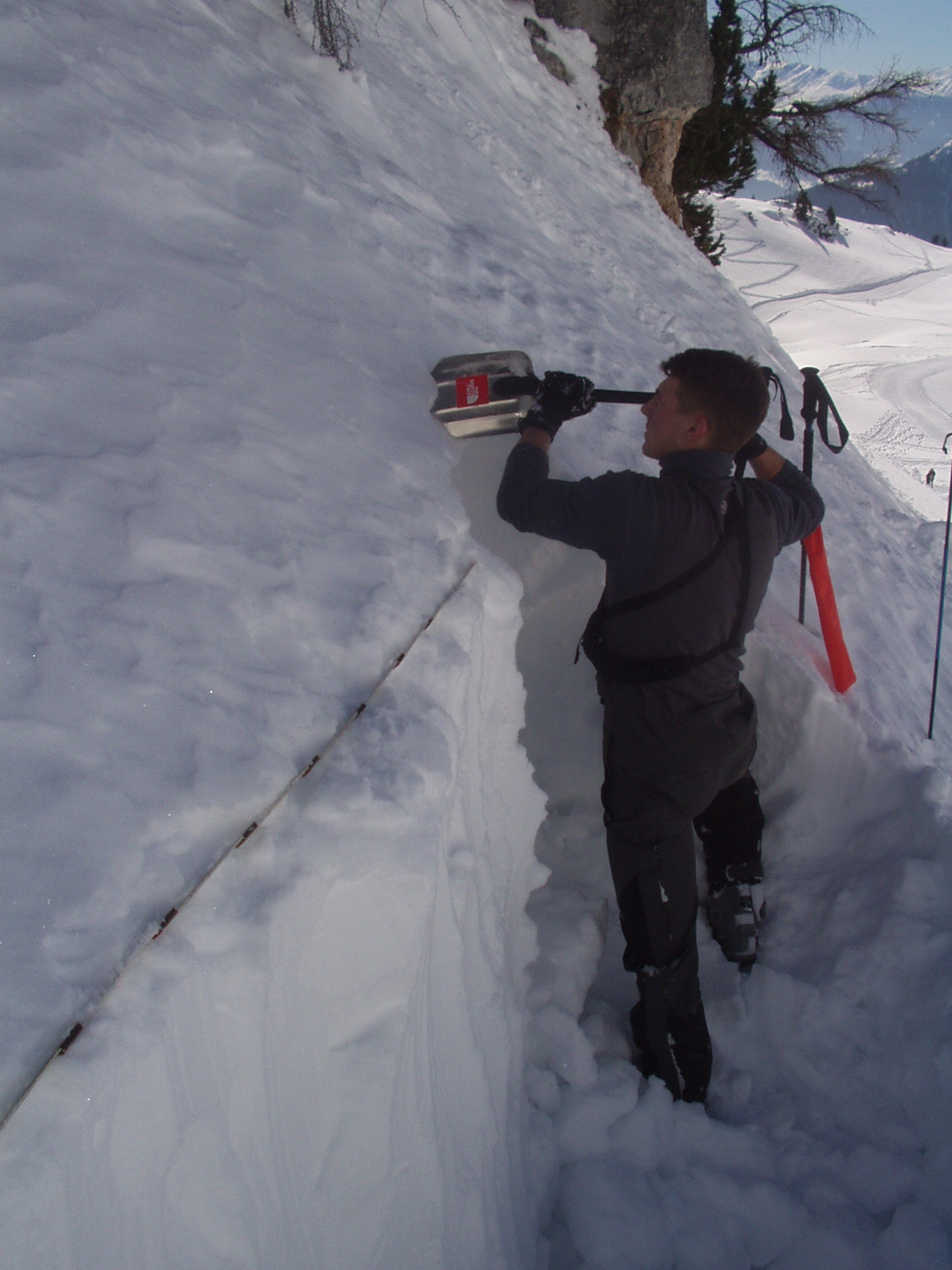
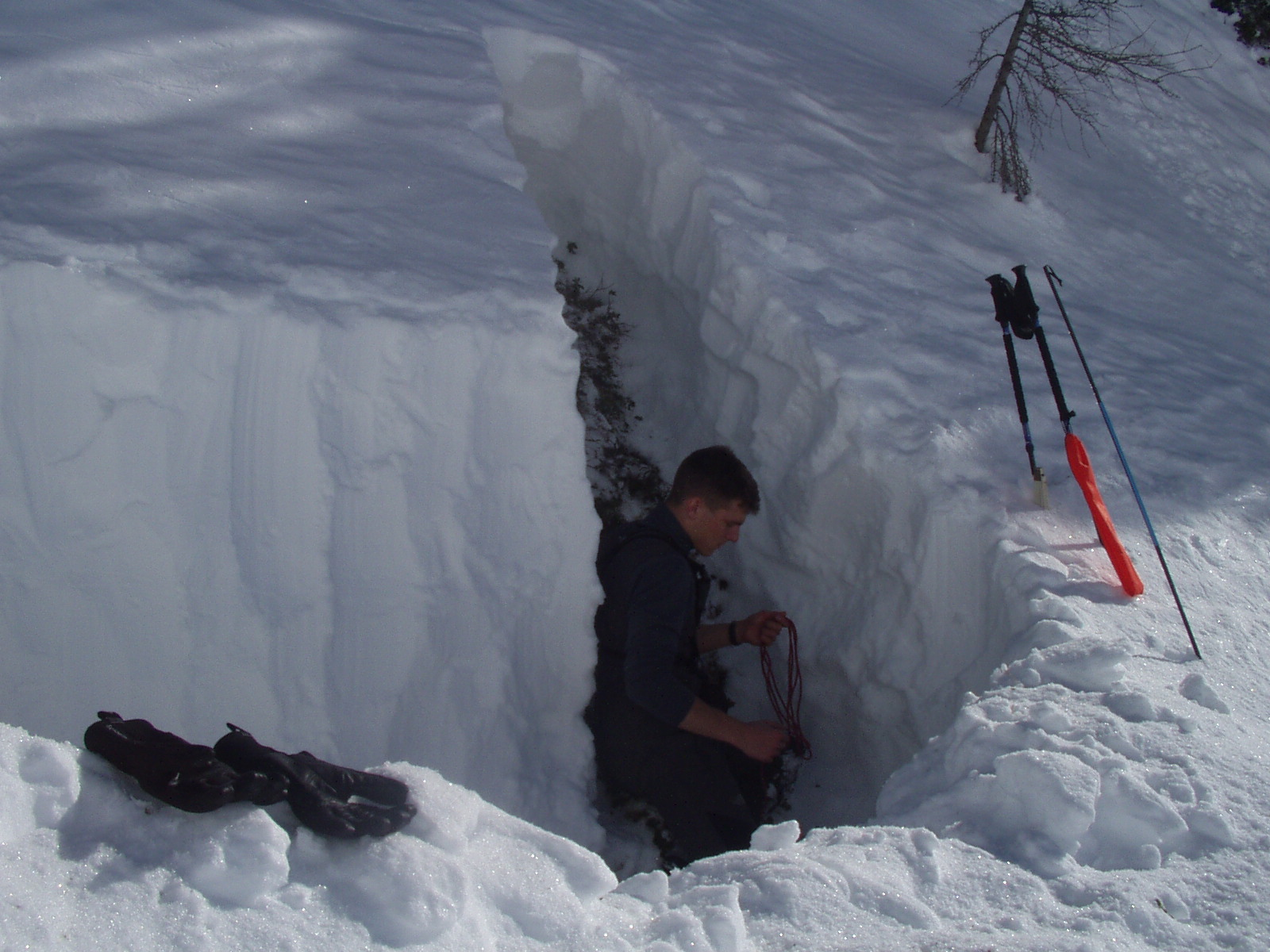
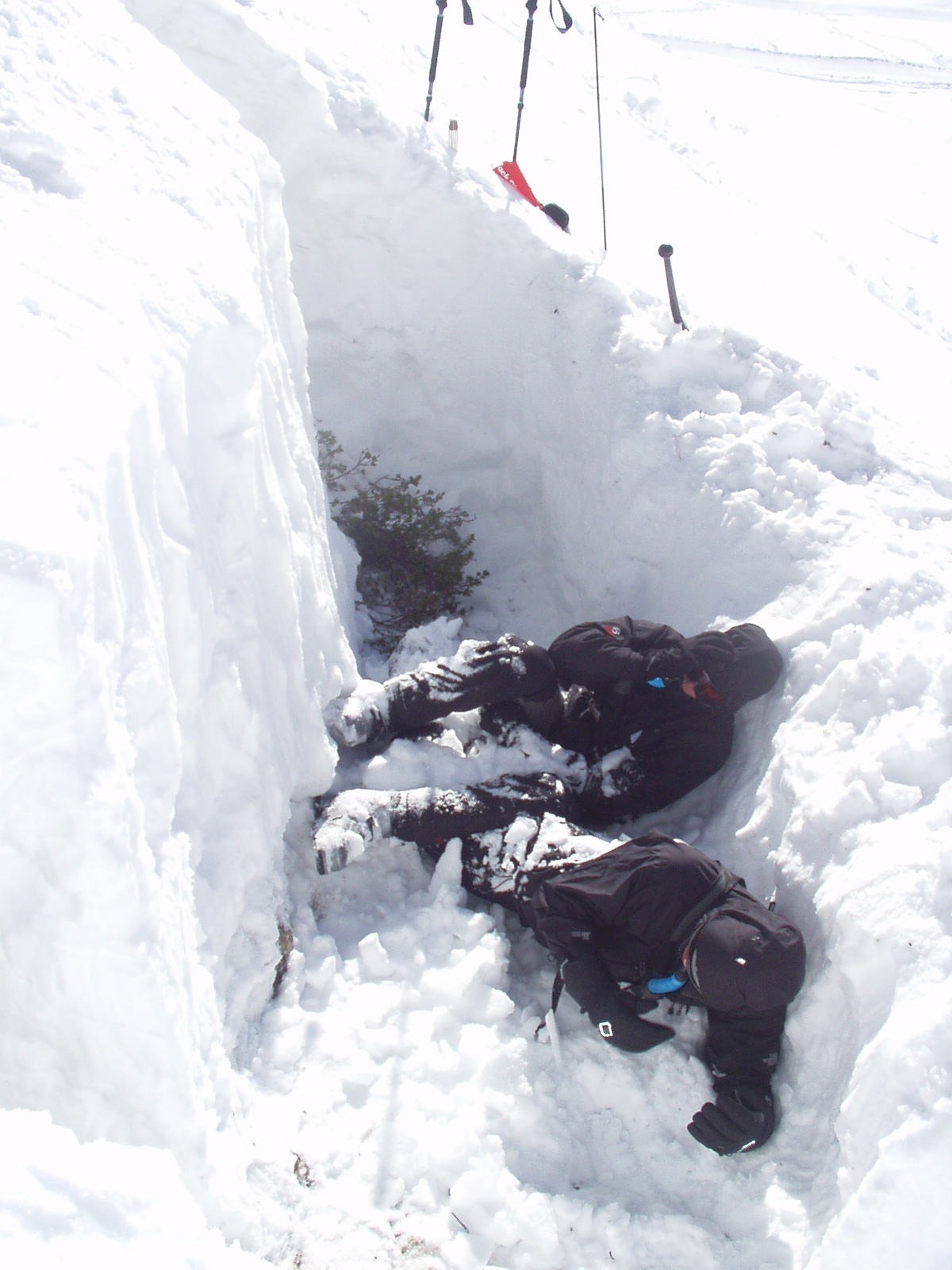
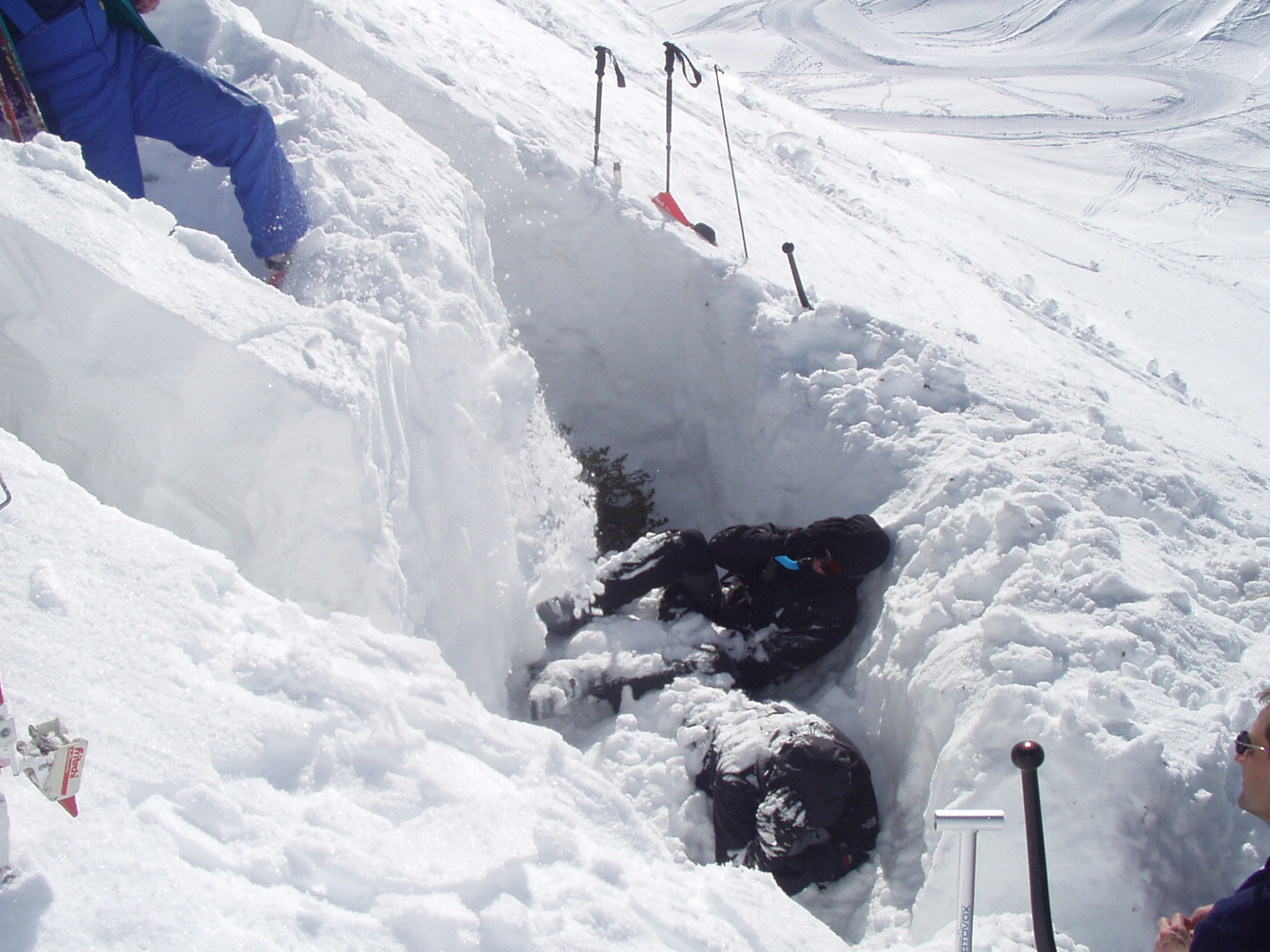
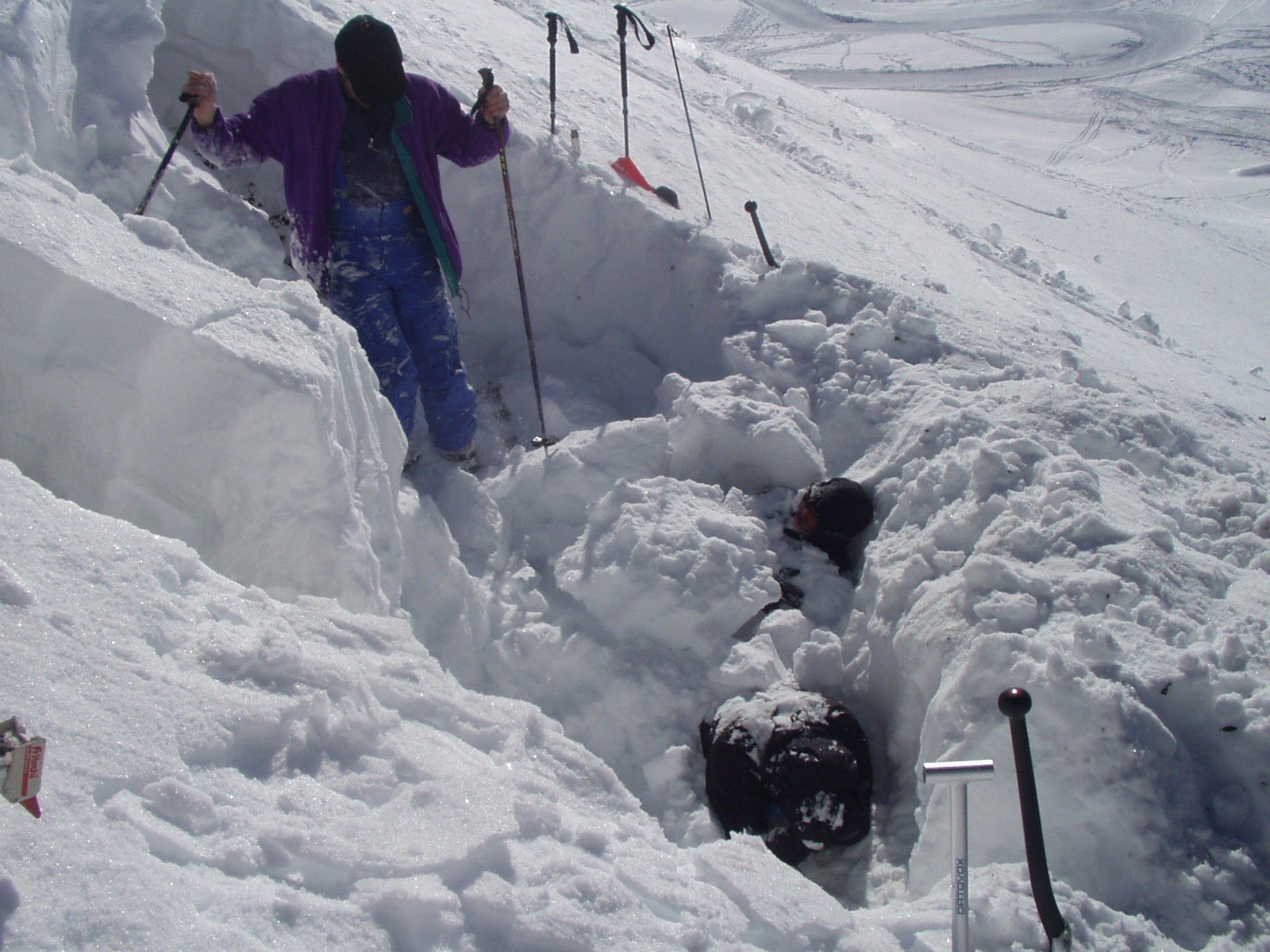
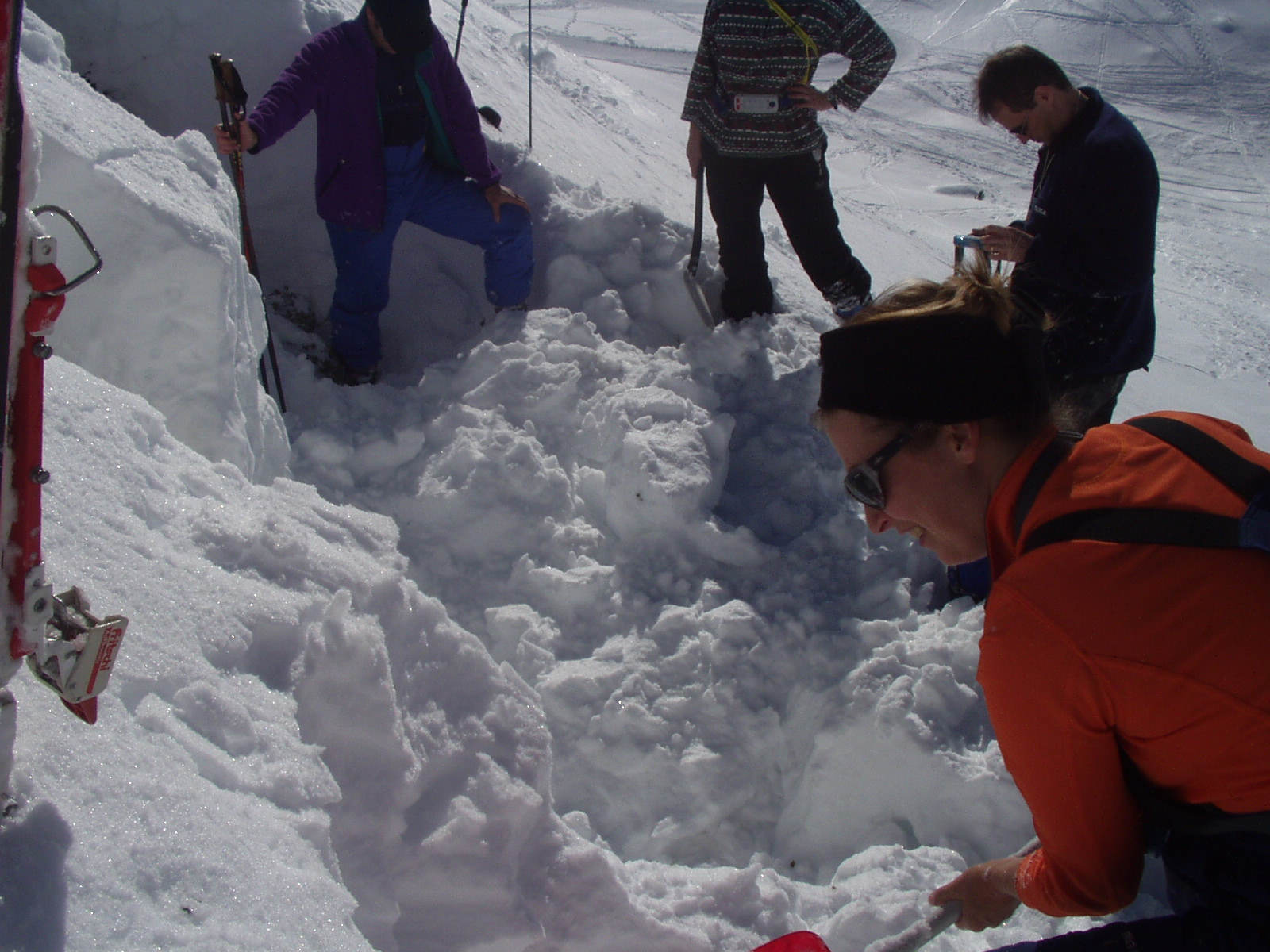

## Dottertaxa tillValanga, i alfabetisk ordning[1]
- Valanga cheesmanae
- Valanga chloropus
- Valanga coerulescens
- Valanga conspersa
- Valanga excavata
- Valanga fakfakensis
- Valanga geniculata
- Valanga gilbertensis
- Valanga gohieri
- Valanga ilocano
- Valanga irregularis
- Valanga isolata
- Valanga marquesana
- Valanga meleager
- Valanga modesta
- Valanga nigricornis
- Valanga nobilis
- Valanga papuasica
- Valanga pulchripes
- Valanga rapana
- Valanga renschi
- Valanga rouxi
- Valanga rubrispinarum
- Valanga salomonica
- Valanga sjostedti
- Valanga soror
- Valanga stercoraria
- Valanga tenimberensis
- Valanga transiens
- Valanga uvarovia
- Valanga willemsei